# Кубаньфарфор
ООО «Производственно-коммерческая фирма «Кубаньфарфор» (бывший Краснодарский фарфоро-фаянсовый завод «Чайка») — крупный производитель фарфоровой и фаянсовой посуды на юге России. В советское время фарфоро-фаянсовый завод «Чайка» был крупнейшим производителем керамической посуды в СССР. «Кубаньфарфор» является единственным в России предприятием, производящим фарфоровую и фаянсовую посуду.  

## История
Решение советского правительства о строительстве фарфорового завода в Краснодаре было принято для обеспечения растущего спроса населения южных регионов страны на посуду. Проектированием заводских корпусов занимался Ленинградский отраслевой институт.  
В 1960 году состоялся запуск производства на фарфоровом заводе «Чайка», который расположился в границах ул. Лизы Чайкиной, Уральской и Новороссийской. Краснодарский фарфоровый «Чайка» стал первым построенным после Октябрьской революции советским фарфоровым заводом. Краснодарский ФФЗ «Чайка» перешёл в непосредственное подчинение Российского государственного промышленного хозрасчётного объединения по производству фарфоро-фаянсовых изделий «Роспромфарфор» Министерства лёгкой промышленности РСФСР. 
В августе 1968 года завод начал выпускать не только фарфоровую, но и фаянсовую продукцию. С начала 1970-х годов на заводе постоянно внедрялись в производство новые формы изделий и рисунков. Коллективу во главе с главным художником завода Л.Н. Павловой удалось создать собственный уникальный и узнаваемый художественный стиль. Благодаря собственному стилю и мастерству работников различные столовые наборы, сервизы, вазы и статуэтки производства ФФЗ «Чайка» обрели всесоюзную известность.   
В 1980 году на ФФЗ организован учебно-курсовой комбинат по подготовке и повышению квалификации сотрудников. 
В 1991 году ФФЗ «Чайка» становится арендным предприятием, а 6 августа 1992 года предприятие было реорганизовано в ЗАО ПКФ «Кубаньфарфор». Начиная с 1990-х годов в Россию в больших объёмах стали завозить недорогую посуду из Китая, что привело к сокращению производства посуды на «Кубаньфарфоре».  
В 2003 году «Кубаньфарфор» вошёл в состав холдинга «СБС». Предприятие перестало производить собственные фарфоровые заготовки, а стало закупать их из Китая, поэтому полный цикл производства сохранялся только для фаянса.  
Имущество некогда единого ФФЗ «Чайка» постепенно распродавалось по частям. В октябре 2019 года производство посуды на краснодарском заводе окончательно прекратилось. Территорию бывшего ФФЗ «Чайка» выкупил холдинг AVA Group, который планировал построить на месте завода новую очередь ТРЦ «СБС Мегамолл».  
Для сохранения производства посуды «Кубаньфарфор» перенёс производство в пос. Дружный Белореченского района, где для этих целей была переоборудована автобаза. В январе 2020 года производство посуды на новой площадке было возобновлено. 

## Галерея
Снос корпусов ФФЗ «Чайка», 2024 год:

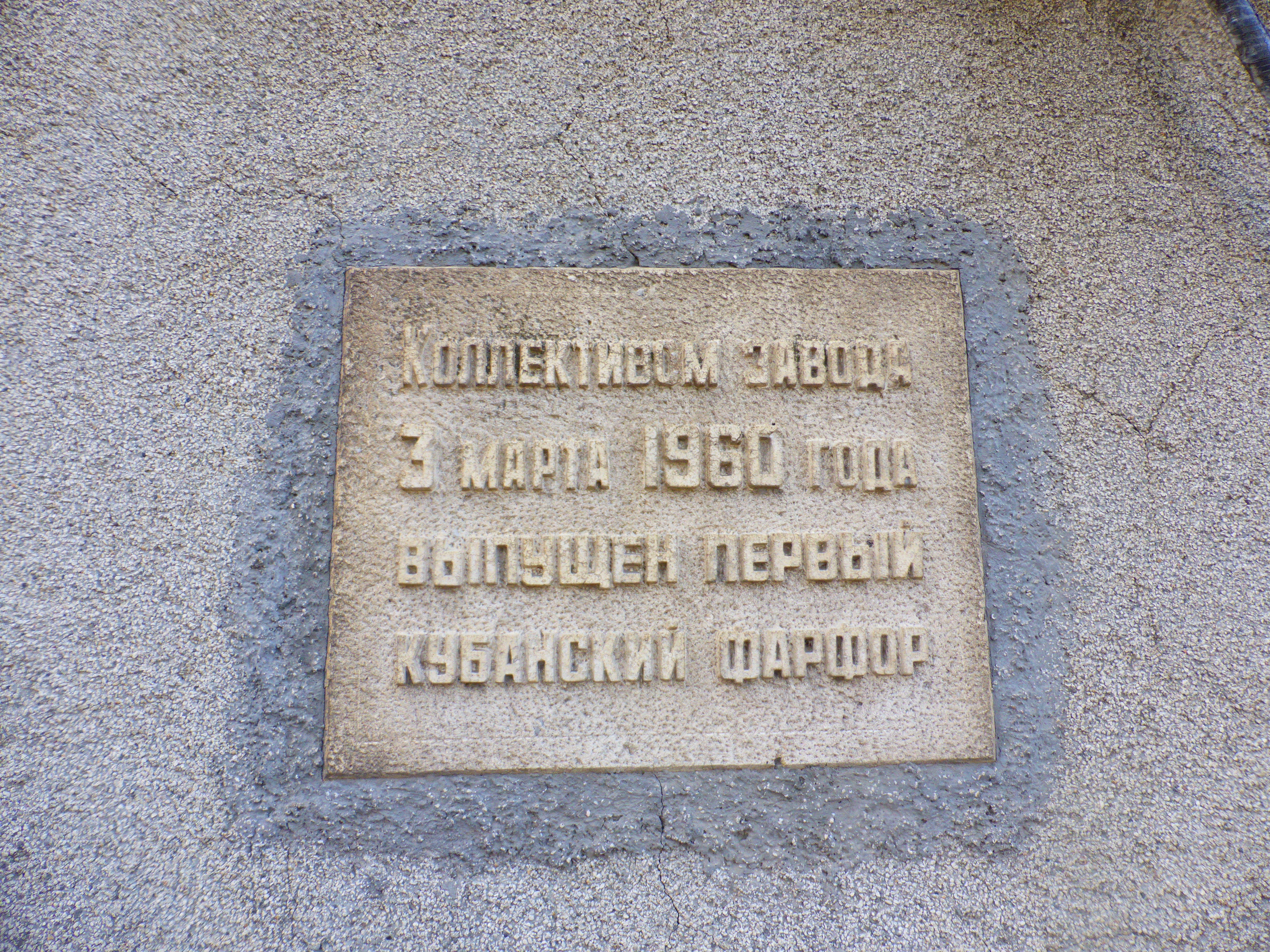
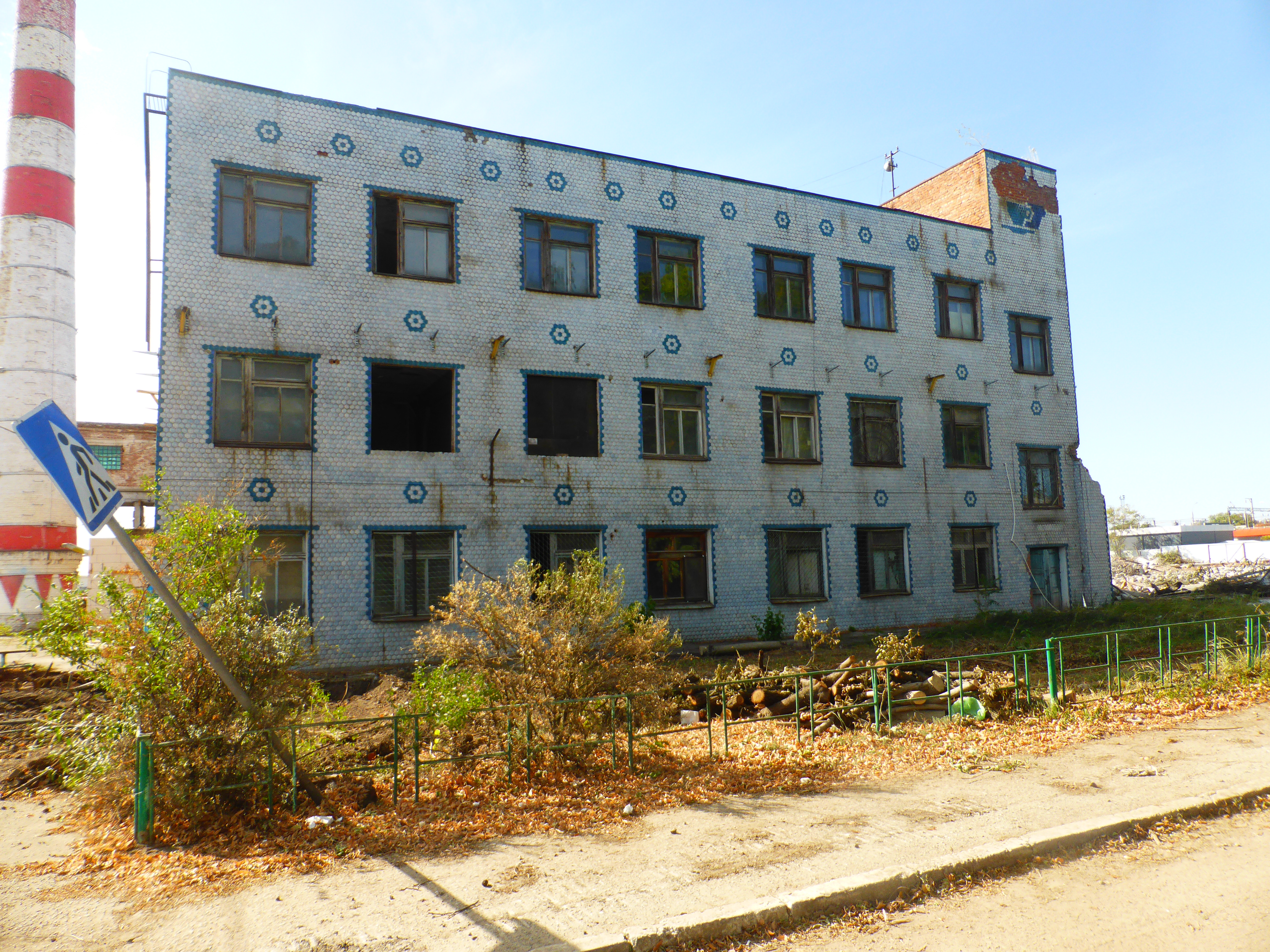
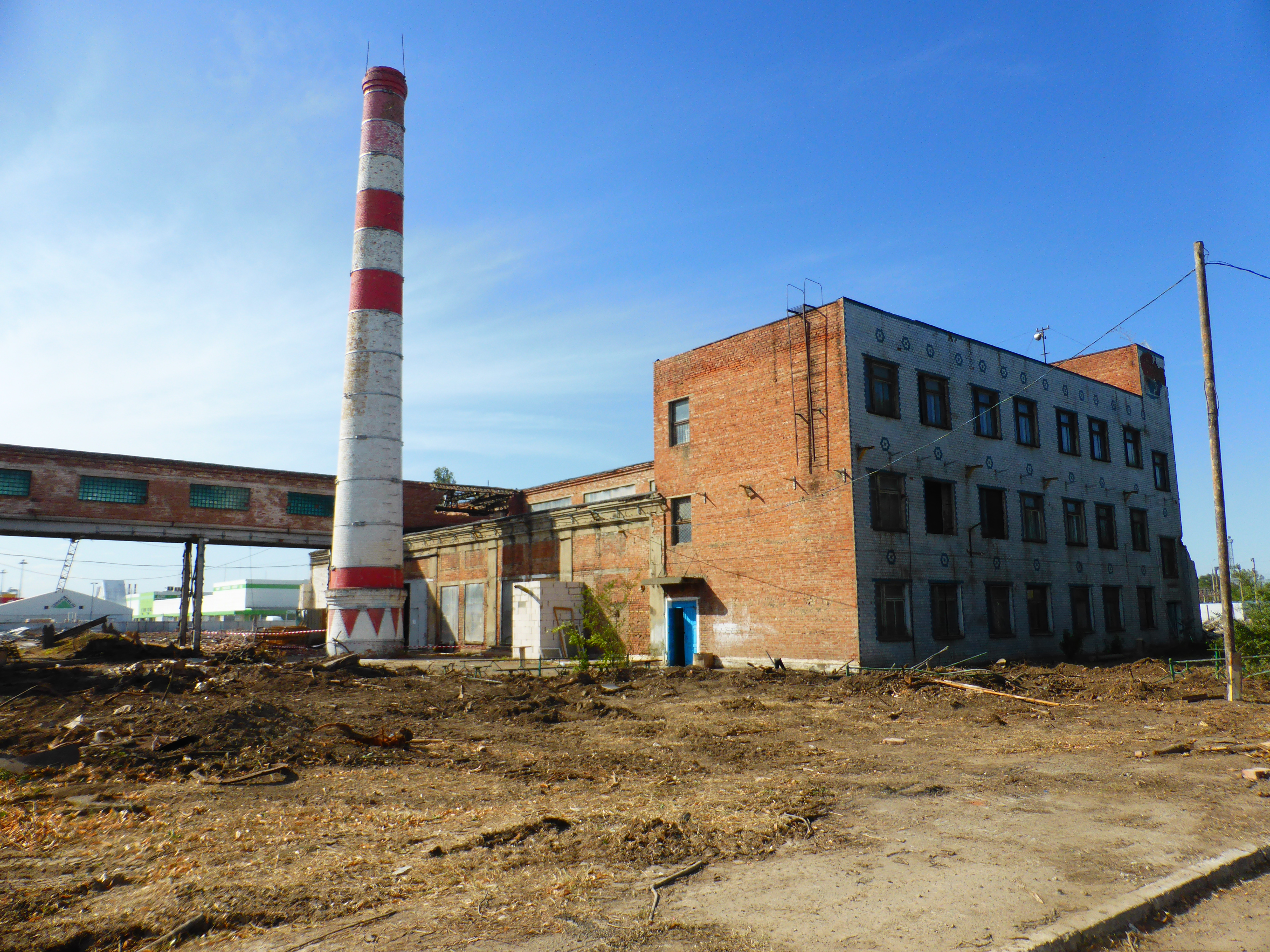
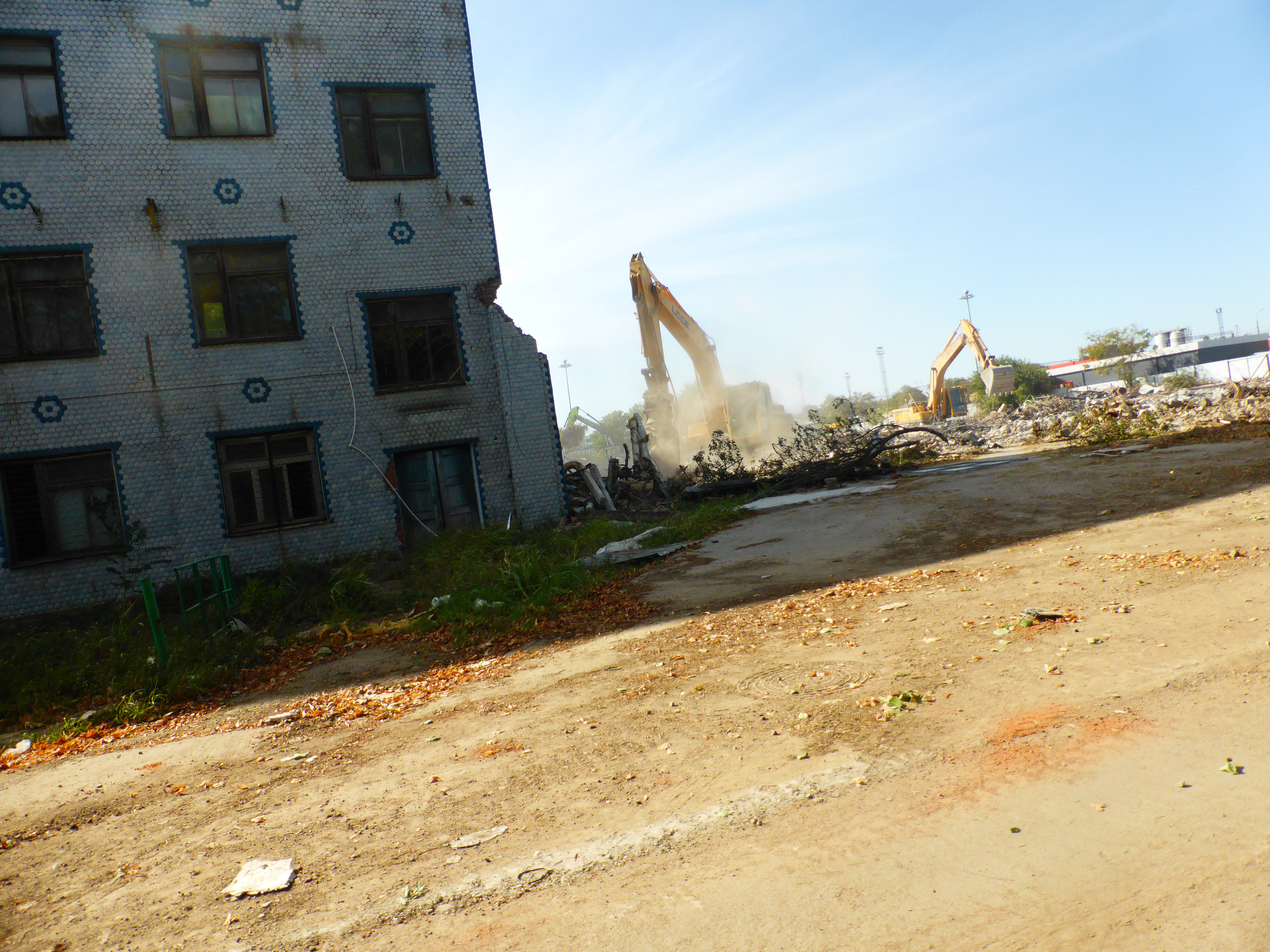